# Guerra de las harinas
La guerra de las harinas (la expresión, contemporánea a los eventos, fue retenida por la historiografía) designa a una ola de motines sobrevenidos entre abril y mayo de 1775 en las partes norte, este y oeste del reino de Francia. Fue ocasionada por un incremento de los precios de los granos y, consecutivamente, del pan debido a las malas cosechas de los veranos de 1773 y 1774. Esta revuelta, singular por su escala, estuvo determinada por el control de los precios del trigo (antes del retorno de la abundancia) y por la intervención de la tropa, todo ello como antecedentes de la Revolución francesa que tuvo lugar pocos años más tarde.
Por medio de estas revueltas, se manifestó la crisis social y política del Antiguo Régimen. Así, estos acontecimientos pueden ser leídos como una reacción frente al edicto de Turgot, que estableció la liberalización del comercio de granos, decretado el 19 de diciembre de 1774. En efecto, esta liberalización parecía contraria a la «economía moral», lo que significaba una ruptura con respecto al principio que exigía del rey que este velara por la seguridad de sus súbditos y por el aprovisionamiento de productos alimenticios.

## La revuelta del trigo

### Causas de la violencia
Con ocasión de la cosecha de la primavera de 1775, las reservas de cereales se agotaron debido a que las nuevas cosechas no habían llegado todavía. En la primavera de 1775, la hambruna se manifiesta en este contexto nuevo: antes del edicto de Turgot, cada región habría enfrentado su propia penuria, de forma que algunos habrían sufrido una verdadera hambruna, mientras que otros habrían ahorrado y se habrían aprovisionado con precios estables. Con la liberalización, los granos podían salir de las regiones mejor abastecidas para ser destinados a las regiones más afectadas, lo que generó alzas importantes de precio en todas partes.
Los precios de los granos y del pan aumentaron brutalmente, y este incremento fue considerado como intolerable por la población más pobre. Por ello, fue seguido de una agitación popular importante que estuvo centrada en los mercados y en otros lugares de distribución de las harinas. Se propagaban rumores contra los «acaparadores» y los «monopolizadores». Este tipo de reacción popular contra los comerciantes fue una constante de las situaciones de hambruna, pero tomó un relieve particular cuando el gobierno se tornó hacia las teorías fisiocráticas y liberó el comercio.

### Etapas de la revuelta
En 17 días, se contaron 180 conflictos en la cuenca parisina. Jean Nicolas constata 123 revueltas distintas, mientras que Bouton cuenta 313 ocurrencias, interpretadas tanto como movimientos «anárquicos» como la anticipación de una revuelta rural. Estas manifestaciones de la economía moral tomaron tres formas distintas:
- En las regiones exportadoras, se constatan tasaciones populares espontáneas y pillajes más o menos organizados. Los revoltosos denuncian las especulaciones, fuerzan a los propietarios a vender sus stocks en el mercado a un «precio justo», roban finalmente panaderías y almacenes y buscan restablecer los principios de la «economía moral».
- En las ciudades, se organizan de forma similar ataques de almacenes y panaderías.
- Finalmente, se ponen obstáculos a las vías de comunicación fluviales y terrestres en las regiones densamente pobladas. Se impide el transporte de trigo de ciertas provincias agrícolas a otras de alto poder adquisitivo. Las víctimas eran, generalmente, mercaderes o agricultores o, aún con más frecuencia, representantes directos del poder.

A menudo, las revueltas se dirigían contra los molineros mercantilistas o contra los consejeros de los parlamentos, como sucedió el 18 de abril en Dijon. El 27 de abril, el movimiento llega a las áreas densamente pobladas: en un primer momento Borgoña occidental, luego Beauvaisis y, finalmente, Beauce y Brie. Los sediciosos se encontraban frente a Versalles el 2 y el 3 de mayo, donde la multitud saqueó las panaderías de París. Luis XVI se mostró inquieto porque ciertas panfletos culpaban a sus allegados; sin embargo, las destrucciones estuvieron muy delimitadas. Los objetivos principales fueron los barcos que transportaban trigo, que fueron hundidos.

### El retorno al orden
El orden fue restablecido por una doble acción gubernamental:
- Represiva, con la intervención de 25.000 soldados, 162 arrestos, la condena a la horca de dos sediciosos (en realidad, estas penas fueron reducidas por gracia real en condenas a las galeras y al destierro). En suma, estas medidas fueron relativamente simbólicas.
- De asistencia a la población con la organización del abastecimiento de las provincias en dificultades, así como por la obligación a los propietarios de stocks de vender sus productos a los precios impuestos. El rey multiplicó los mensajes a las masas campesinas, en particular, por intermedio del clero.

Cinco meses fueron necesarios para poner fin definitivamente a los disturbios, pero la mayor parte de las revueltas había cesado después del 11 de mayo de 1775.